# رابرت ال. اوون
رابرت لیتم اوون (به انگلیسی: Robert Latham Owen) سناتور سابق عضو حزب دموکرات ایالات متحده آمریکا بود. وی در سال ۱۹۰۷ تا ۱۹۲۵ میلادی سناتور ایالت اکلاهما در سنای ایالات متحده آمریکا بود.